# 绍特马里·拉约什
绍特马里·拉约什（匈牙利語：Szatmári Lajos，1944年2月21日—2025年6月30日），罗马尼亚男子足球运动员，司职后卫。他曾代表罗马尼亚国家队参加1970年国际足联世界杯，结果队伍止步小组赛阶段。